# Melanie South
Melanie South (Kingston, 1986. május 3. –) brit teniszezőnő. 2004-ben kezdte profi pályafutását, hat egyéni és tizenkét páros ITF-tornát nyert meg. Legjobb egyéni világranglista-helyezése kilencvenkilencedik volt, ezt 2009 februárjában érte el.

## Eredményei Grand Slam-tornákon

### Egyéniben
| Torna           | 2009   | 2008  | 2007  | 2006  |
| --------------- | ------ | ----- | ----- | ----- |
| Australian Open | 1. kör | -     | -     | -     |
| Roland Garros   | -      | -     | -     | -     |
| Wimbledon       | -      | 1.kör | 1.kör | 2.kör |
| US Open         | -      | -     | -     | -     |

## Év végi világranglista-helyezései
| Év       | 2002 | 2003 | 2004 | 2005 | 2006 | 2007 | 2008 |
| Helyezés | 931. | 851. | 453. | 449. | 176. | 212. | 116. |